# Головко Степан Федорович
Степан Федорович Головко (нар. 11 листопада 1935, село Карайкове Солонянського району Дніпропетровської області — 20 грудня 2004, селище Гранітне Криничанського району Дніпропетровської області) — український радянський діяч, механізатор держплемзаводу «Щорський» Криничанського району Дніпропетровської області, Герой Соціалістичної Праці (8.04.1971). Депутат Верховної Ради УРСР 10—11-го скликань.

## Біографія
Народився в селянській родині. З 1951 року — чабан 173-го кінного заводу Криничанського району Дніпропетровської області.
Освіта середня. У 1954 році закінчив Саксаганську школу механізації сільського господарства Дніпропетровської області.
У 1954—1956 роках — тракторист радгоспу «Некрасовський» Саратовської області РРФСР.
З  1956 по 1959 рік служив у Радянській армії.
З 1959 року — водій, механізатор (тракторист і комбайнер) державного племінного вівцерадгоспу (держплемзаводу) «Щорський» села Затишне Криничанського району Дніпропетровської області.
Член КПРС з 1967 року.
Потім — на пенсії в селищі Гранітне Криничанського району Дніпропетровської області.

## Нагороди
- Герой Соціалістичної Праці (8.04.1971)
- три ордени Леніна (23.06.1966, 8.04.1971, 8.12.1973)
- орден «Знак Пошани» (24.12.1976)
- медалі